# Бохум (футбольный клуб)
«Бо́хум» (нем. Verein für Leibesübungen Bochum 1848 — Fußballgemeinschaft e.V.) — немецкий футбольный клуб из одноимённого города в Рурском регионе. «Verein für Leibesübungen» означает дословно (нем.) «спортивное общество для телесных упражнений» и кроме футбола в структуру клуба входят секции по бадминтону, баскетболу, волейболу, гандболу, гимнастике, лёгкой атлетике, настольному теннису, плаванию, спортивным танцам, теннису, фехтованию, хоккею. e.V. — (нем., сокр.) зарегистрированное общество.

## История клуба
Футбольный клуб в сегодняшнем его виде был сформирован, как и многие другие футбольные клубы Германии, по распоряжению нацистского правительства, согласно которому из нескольких конкурировавших футбольных команд одного города создавался один мощный клуб. Таким образом, в основу современного футбольного клуба «VfL Bochum 1848» легли такие местные команды: «Turnverein 1848», «TuS 08» и «Germania 1906».

### 1848—1938: Ранняя история
VfL Bochum является одной из старейших спортивных организаций в мире, будучи основанной 26 июля 1848 года, когда в местной газете Märkischer Sprecher появилось объявление о том, что в городе создан гимнастический клуб. Turnverein zu Bochum — гимнастический клуб Бохума — формально был основан чуть позже, 18 февраля 1849 года, когда были поданы документы о его учреждении. По внутриполитическим причинам клуб был запрещён и не действовал с 28 декабря 1852 по 19 июня 1860 года.
В мае 1904 года был реорганизован в Turnverein zu Bochum, gegründet 1848 («Спортивное общество Бохума, осн.1848 г.») и на его основе 31 января 1911 года была сформирована футбольная команда. 1 апреля 1919 года клуб был объединён с Spiel und Sport 08 Bochum. Новый клуб получил название Turn- und Sportverein Bochum 1848. 1 февраля 1924 года на базе этого общества были основаны Bochumer Turnverein 1848 (гимнастическое отделение общества) и Turn- und Sportverein Bochum 1908 (отделения по направлениям: футбол, лёгкая атлетика, гандбол, хоккей на льду и теннис)
Нацистскими властями спортивное отделение Bochumer Turnverein 1848 было принуждено, обратно, к объединению с Turn- und Sport Bochum 1908 и к ним также было присоединено общество Sportverein Germania Vorwärts Bochum 1906 (Спортивное общество «Вперёд, Германия!» Бохум, 1906 год) в ныне существующий клуб VfL Bochum, это произошло 14 апреля 1938 года и ознаменовало собой конец ранней истории клуба. После этого объединения клуб продолжил состязаться за высшие места в Гаулиге Вестфалия.
C наступлением войск союзников на Рейх командам из Германии стало все труднее существовать — из-за нехватки спортсменов, отправляемых на фронт, невозможности свободно и безопасно путешествовать по стране и нехватке хороших футбольных полей из-за бомбёжек союзнической авиации. Команда претерпела ещё одно, малозначимое в истории клуба объединение, став на неполное время войны Kriegsspielgemeinschaft VfL 1848/Preußen Bochum, вместе с командой «Пройссен 07» из Эльберфельда. После войны эти команды были вновь разделены.
Несмотря на высокий дух состязания, всегда царивший в команде, ей не удавалось занимать высшие места из-за присутствия в Гаулиге такого грозного соперника, как «Шальке 04», доминировавшего в Вестфальском футболе того времени. Лучшим результатом этого периода стало второе место в Гаулиге сезона 1938/39.

### 1938—1945: Довоенный период, период Второй мировой
В этот период футбольный клуб «Бохум» выступал в Гаулиге Вестфалия, одной из 16-ти областных лиг высшего футбольного класса нацистской Германии.
Достижения этого периода:
| Сезон   | Дивизион          | Место |
| ------- | ----------------- | ----- |
| 1938/39 | Гаулига Вестфалия | 2     |
| 1939/40 | Гаулига Вестфалия | 3     |
| 1940/41 | Гаулига Вестфалия | 8     |
| 1941/42 | Гаулига Вестфалия | 3     |
| 1942/43 | Гаулига Вестфалия | 4     |

| Сезон   | Дивизион          | Место |
| ------- | ----------------- | ----- |
| 1942/43 | Гаулига Вестфалия | 6     |
| 1942/43 | Гаулига Вестфалия | 4     |
| 1943/44 | Гаулига Вестфалия | 6     |
| 1944/45 | Гаулига Вестфалия | 4     |

### 1945—1971: От любителей до Бундеслиги
В отличие от многих клубов, образованных в довоенный период путём слияния нескольких команд, и разделённых обратно после окончания Второй мировой, футбольный клуб «Бохум» избежал этой участи. Первые послевоенные годы команда провела в низших дивизионах. Лишь в 1953 она вышла в Высшую западную лигу (нем. Oberliga West), но задержаться в ней надолго у команды не получилось. Следующие годы клуб проводил с переменным успехом в различных лигах (от любительской до Высшей западной лиги).
Первым важным достижением этого периода является попадание в финал Кубка Германии 1968 года. В решающем матче на «Südweststadion» в Людвигсхафене «Бохум» уступил «Кёльну» со счётом 4:1.
Но самый важный успех пришёл к команде в 1971 году. После двух подряд чемпионских титулов в Региональной Лиге Запада, команда под руководством тренера Германа Эппенгофа переиграла в решающем матче берлинский клуб «Тасмания» со счётом 4:2 и вышла в Первую Бундеслигу.
Результаты этого периода:
Достижения этого периода:
| Сезон   | Дивизион                        | Место |
| ------- | ------------------------------- | ----- |
| 1945/46 | Ландеслига Вестфалия (группа 1) | 7     |
| 1946/47 | Ландеслига Вестфалия (группа 1) | 7     |
| 1947/48 | Ландеслига Вестфалия (группа 1) | 6     |
| 1948/49 | Ландеслига Вестфалия (группа 1) | 3     |
| 1949/50 | 2 Оберлига Запад (группа 2)     | 12    |
| 1950/51 | 2 Оберлига Запад (группа 1)     | 7     |
| 1951/52 | 2 Оберлига Запад (группа 1)     | 5     |
| 1952/53 | 2 Оберлига Запад                | 1     |
| 1953/54 | 1 Оберлига Запад                | 8     |
| 1954/55 | 1 Оберлига Запад                | 16    |
| 1955/56 | 2 Оберлига Запад                | 1     |
| 1956/57 | 1 Оберлига Запад                | 10    |
| 1957/58 | 1 Оберлига Запад                | 14    |

| Сезон   | Дивизион                                       | Место |
| ------- | ---------------------------------------------- | ----- |
| 1958/59 | 1 Оберлига Запад                               | 4     |
| 1959/60 | 1 Оберлига Запад                               | 11    |
| 1960/61 | 1 Оберлига Запад                               | 16    |
| 1961/62 | 2 Оберлига Запад                               | 3     |
| 1962/63 | 2 Оберлига Запад                               | 14    |
| 1963/64 | Любительская лига Вестфалия (группа 2)         | 2     |
| 1964/65 | Любительская лига Вестфалия (группа Юго-Запад) | 1     |
| 1965/66 | Региональная лига «Запад»                      | 12    |
| 1966/67 | Региональная лига «Запад»                      | 4     |
| 1967/68 | Региональная лига «Запад»                      | 5     |
| 1968/69 | Региональная лига «Запад»                      | 2     |
| 1969/70 | Региональная лига «Запад»                      | 1     |
| 1970/71 | Региональная лига «Запад»                      | 1     |

### 1971—1993: Первая Бундеслига, «Невыбиваемые»
Этот период ознаменовался главным образом довольно средней игрой команды, что, однако, позволяло клубу сохранять прописку в Первой Бундеслиге. Команда не поднималась за эти годы в итоговой таблице выше восьмого места (сезон 1978/79). За отсутствие высоких достижений команду прозвали «Серой мышью». Сезон, оконченный командой в середине турнирной таблицы, сменялся в следующем году борьбой за выживание. Но каждый раз такая борьба заканчивалась для «Бохума» положительно, за что появилось другое прозвище «Невыбиваемые». Ближе всего к вылету команда находилась в сезоне 1989/90, заняв итоговое 16 место. Но в «переходной» двухматчевой серии против «Саарбрюккена» «Бохум» победил с общим сетом 2:1, сохранив тем самым прописку в Первой Бундеслиге. Важным событием этого периода было открытие нового стадиона «Рурштадион». В матче, посвящённом открытию, «Бохум» победил соседей из «Ваттеншайд 09» со счётом 3:0. В розыгрыше Кубка Германии 1988 года «Бохум» дошёл до финала. В решающей игре 28 мая в Берлине клуб уступил франкфуртскому «Айнтрахту» со счётом 1:0. По итогам сезона 1992/93 клуб занял 16 место и напрямую вылетел во Вторую Бундеслигу, так как «переходные» матчи в том сезоне не проводились.
Результаты этого периода:
| Сезон     | Дивизион     | Место |
| --------- | ------------ | ----- |
| 1971/1972 | 1 Бундеслига | 9     |
| 1972/1973 | 1 Бундеслига | 12    |
| 1973/1974 | 1 Бундеслига | 14    |
| 1974/1975 | 1 Бундеслига | 11    |
| 1975/1976 | 1 Бундеслига | 14    |
| 1976/1977 | 1 Бундеслига | 15    |
| 1977/1978 | 1 Бундеслига | 14    |
| 1978/1979 | 1 Бундеслига | 8     |
| 1979/1980 | 1 Бундеслига | 10    |
| 1980/1981 | 1 Бундеслига | 9     |
| 1981/1982 | 1 Бундеслига | 10    |

| Сезон     | Дивизион     | Место |
| --------- | ------------ | ----- |
| 1982/1983 | 1 Бундеслига | 13    |
| 1983/1984 | 1 Бундеслига | 15    |
| 1984/1985 | 1 Бундеслига | 9     |
| 1985/1986 | 1 Бундеслига | 9     |
| 1986/1987 | 1 Бундеслига | 11    |
| 1987/1988 | 1 Бундеслига | 12    |
| 1988/1989 | 1 Бундеслига | 15    |
| 1989/1990 | 1 Бундеслига | 16    |
| 1990/1991 | 1 Бундеслига | 14    |
| 1991/1992 | 1 Бундеслига | 15    |
| 1992/1993 | 1 Бундеслига | 16    |

### 1993—1996: Между Первой и Второй Бундеслигой
По окончании сезона 1992/93 «Бохум» впервые покинул Первую Бундеслигу. Первый сезон (1993/94) во Второй Бундеслиге команда, начиная со второго тура, провела на первом месте, что позволило ей вернуться в элиту немецкого футбола. Но закрепиться в Первой Бундеслиге клубу не удалось, и уже 1995 году «Бохум» снова вылетел во Вторую Бундеслигу. Второе пришествие команды во второй дивизион было кратковременным — под руководством нового тренера Клауса Топпмёллера команда закончила чемпионат на первом месте, опередив ближайшего преследователя «Арминию» Билефельд на 12 очков.
Результаты этого периода:
| Сезон     | Дивизион     | Место |
| --------- | ------------ | ----- |
| 1993/1994 | 2 Бундеслига | 1     |
| 1994/1995 | 1 Бундеслига | 16    |
| 1995/1996 | 2 Бундеслига | 1     |

### 1997—1998: Кубок УЕФА — первое участие
Главное событие нового сезона в Первой Бундеслиги — попадание клуба в розыгрыш Кубка УЕФА 1997/98. Обыграв в первых двух играх поочерёдно «Трабзонспор» и «Брюгге», «Бохум» уступил в 1/8 финала амстердамскому «Аяксу».
Результаты этого периода:
| Сезон     | Дивизион     | Место |
| --------- | ------------ | ----- |
| 1996/1997 | 1 Бундеслига | 5     |
| 1997/1998 | 1 Бундеслига | 12    |

### 1999—2002: Между Первой и Второй Бундеслигой
Результатом четырёх сезонов с 1999 по 2002 год стало поочерёдное перемещение команды из Первой Бундеслиги во Вторую, и из Второй назад в Первую. В сезоне 2001/2002 команда гарантировала себе путёвку в высший дивизион только в последнем матче против «Алемании», переиграв хозяев поля со счётом 3:1.
Результаты этого периода:
| Сезон     | Дивизион     | Место |
| --------- | ------------ | ----- |
| 1998/1999 | 1 Бундеслига | 17    |
| 1999/2000 | 2 Бундеслига | 2     |
| 2000/2001 | 1 Бундеслига | 18    |
| 2001/2002 | 2 Бундеслига | 3     |

### 2003—2005: Первая Бундеслига, Кубок УЕФА, Вторая Бундеслига
Уже первый после возвращения в элиту сезон (2002/2003) команда провела уверенно, заняв в итоговой таблице 8 место. Следующий сезон (2003/2004) стал для команды под руководством тренера Петера Нойрурера самым успешным в истории клуба. Команда заняла пятое место и получила свою вторую путёвку в Кубок УЕФА (проигрыш в первом круге льежскому «Стандарду»). Опередив в итоговой таблице две другие команды из Рурского региона («Боруссию» Дортмунд и «Шальке 04»), «Бохум» завоевал символическое звание «Чемпиона Рура». Кроме этого клуб установил в этом сезоне ряд личных рекордов:
- Наибольшее количество очков клуба в Первой Бундеслиге — 56
- 13 подряд «сухих» домашних матчей
- Вратарь клуба Рейн ван Дуйнхофен провёл 911 минут подряд, не пропустив ни единого гола в свои ворота в домашних матчах (рекорд Бундеслиги)

Результаты этого периода:
| Сезон     | Дивизион     | Место |
| --------- | ------------ | ----- |
| 2002/2003 | 1 Бундеслига | 8     |
| 2003/2004 | 1 Бундеслига | 5     |
| 2004/2005 | 1 Бундеслига | 16    |

### 2006—2010: Снова между Первой и Второй Бундеслигой
После вылета в сезоне 2004/2005 во Вторую Бундеслигу Петера Нойрурера на тренерском посту сменил Марсель Коллер, выведший команду в сезоне 2005/2006 обратно в Первую Бундеслигу. Это стало пятым прямым попаданием команды из Второй в Первую Бундеслигу и принесло ей неформальный статус «Рекордсмена вылетов и возвращений».
Сезон 2006/2007 прошёл для команды под знаком звезды форварда Теофаниса Гекаса, ставшего с 20 забитыми мячами лучшим бомбардиром Бундеслиги в этом сезоне. Следующий сезон 2007/2008 был для команды менее успешным и ознаменовался борьбой за выживание в элитном дивизионе.
Сезон 2009/2010 года заканчивается для команды понижением в классе.
| Сезон     | Дивизион     | Место |
| --------- | ------------ | ----- |
| 2005/2006 | 2 Бундеслига | 1     |
| 2006/2007 | 1 Бундеслига | 8     |
| 2007/2008 | 1 Бундеслига | 12    |
| 2008/2009 | 1 Бундеслига | 14    |
| 2009/2010 | 1 Бундеслига | 17    |

### 2010—2021: Долгий путь возвращения в элитный дивизион
Ровно через год, в конце сезона 2010/2011 «Бохум» заканчивает сезон во Второй Бундеслиге на третьем месте и в стыковых матчах за выход в Первую Бундеслигу проигрывает мёнхенгладбахской Боруссии со счётом 2:1 по сумме двух матчей.
В сезоне 2013/2014 команде с трудом удаётся сохранить «прописку» во Второй Бундеслиге — «Бохум» заканчивает год на 15 месте. Сезон 2014/15 ознаменовался для клуба, в первую очередь, очередной сменой тренера. На место Петера Нойрурера, повторно вставшего у руля команды в 2013 году, пришёл голландец Гертьян Вербек, перед которым была поставлена задача сохранения «прописки» во Второй Бундеслиге. В итоге цель была достигнута и сезон 2014/2015 «Бохум» завершил на 11 месте. Сезон 2015/16 складывался для клуба, в целом, успешнее предыдущих. На протяжении всего сезона команда находилась в первой половине турнирной таблицы, занимала с третьего по восьмой тур первую строчку, придя в итоге к финишу на пятой строчке.
В летнее межсезонье 2017 года новым главным тренером клуба стал Исмаил Аталан, ранее возглавлявший третьелиговый клуб «Шпортфройнде» (Лотте). Впрочем, вскоре после начала сезона, после череды неудовлетворительных результатов, Аталан покинул клуб 9 октября 2017 года. На посту главного тренера его сменил Йенс Разиевски, который также не смог продемонстрировать удовлетворительный результат. Вывести клуб из пике и поднять из зоны вылета смог новый главный тренер — Робин Дутт, предыдущим клубом которого был бременский «Вердер». Под руководством Дутта клуб смог завершить сезон на шестом месте в турнирной таблице. Сезон 2018/19 команда закончила на 11 месте. Новый сезон 2019/20 начался неудачно — в четырёх турах команда набрали лишь 2 очка. После ничьи с новичком Второй Бундеслиги «Вееном» (3:3) Дутт был уволен. Вакантную должность занял Томас Райс, ранее работавший тренером юниорских и молодёжных команд «Бохума» и «Вольфсбурга».
Десятый подряд сезон во Второй Бундеслиге «Бохум» завершил на 8 месте. После вынужденного перерыва в соревнованиях из-за эпидемии COVID-19 клуб выдал серию из восьми беспроигрышных матчей. Лишь в последнем туре бохумцы проиграли соседям по таблице из «Ганновера», и клуб опустился с шестой на итоговую восьмую строчку сезона 2019/2020. В целом девятиматчевый отрезок после рестарта чемпионата «Бохум» провёл лучше всех остальных клубов — он набрал 18 из 27 возможных очков, и превзошёл на этом отрезке даже победителя соревнований «Арминию», набравшую на одно очко меньше.
Наконец, по итогам сезона 2020/21 «Бохум» в четвёртый раз в истории стал победителем Второй Бундеслиги и после 11 лет вернулся в высший дивизион немецкого футбола. В итоговой таблице клуб из Бохума обошёл ближайшего соперника «Гройтер Фюрт» на три очка. Лучшими бомбардирами клуба стали Симон Цоллер и Роберт Жуль, оба забили по 15 мячей и поделили 6-7 места в таблице голеадоров Второй Бундеслиги сезона 2020/21.
Результаты этого периода:
| Сезон     | Дивизион     | Место |
| --------- | ------------ | ----- |
| 2010/2011 | 2 Бундеслига | 3     |
| 2011/2012 | 2 Бундеслига | 11    |
| 2012/2013 | 2 Бундеслига | 14    |
| 2013/2014 | 2 Бундеслига | 15    |
| 2014/2015 | 2 Бундеслига | 11    |
| 2015/2016 | 2 Бундеслига | 5     |
| 2016/2017 | 2 Бундеслига | 9     |
| 2017/2018 | 2 Бундеслига | 6     |
| 2018/2019 | 2 Бундеслига | 11    |
| 2019/2020 | 2 Бундеслига | 8     |
| 2020/2021 | 2 Бундеслига | 1     |

### С 2021 года
Первый после возвращения в элитный дивизион сезон сложился для «Бохума» в целом успешно. После непростого старта и ряда поражений (в том числе разгрома 0:7 на выезде в матче против «Баварии») команда смогла исправить положение. Второй круг ознаменовался, среди прочего, важной домашней победой над «Баварией» (4:2). Благодаря уверенной игре дома «Бохум» обеспечил себе сохранение прописки в Бундеслиги — в матче 32 тура команда обыграла принципиального соперника, дортмундскую «Боруссию», на его поле со счётом 3:4. Клуб завершил сезон на 13 месте.
После провального старта сезона 2022/23 — 0 очков в шести матчах, разгромное поражение от «Баварии» (0:7) — Томас Райс был уволен с должности главного тренера 12 сентября 2022. Вакантную должность временно занял Хайко Бучер, которого позже сменил Томас Леч. В отличие от предыдущего сезона, окончательное сохранение прописки в высшем дивизионе клуб смог гарантировать себе только в последнем туре. Обыграв дома леверкузенский «Байер» со счетом 3:0, «Бохум» занял 14-е место в итоговой турнирной таблице.
Результаты этого периода:
| Сезон     | Дивизион   | Место |
| --------- | ---------- | ----- |
| 2021/2022 | Бундеслига | 13    |
| 2022/2023 | Бундеслига | 14    |
| 2023/2024 | Бундеслига | 16    |

## Статистика выступлений
| Уровень | Количество сезонов | Годы                                                                                                 |
| I       | 51                 | 1938—1947, 1953—1955, 1956—1961, 1971—1993, 1994/95, 1996—1999, 2000/01, 2002—05, 2006—2010, 2021/22 |
| II      | 31                 | 1947—1953, 1955/56, 1961—1963, 1965—1971, 1993/94, 1995/96, 1999/00, 2001/02, 2005/06, 2010—2021     |
| III     | 2                  | 1963—1965                                                                                            |

## Болельщики
Старейший фан-клуб команды, «Бохумские парни» (нем. Bochumer Jungen), был основан 15 мая 1972 года. Местная группировка ультрас — «Ultras Bochum 1999» или сокращённо «UB’99» — образовалась в 1999 году. Бохумские ультрас поддерживают дружеские отношения с фанами мюнхенской «Баварии» (ультра-формация «Schickeria») и итальянского клуба «Болонья» (группировки «Ultras Bologna — Ultrà Rossoblù» и «Freak Boys»). С 2007 года, друзьями «Бохумских парней» в английской Премьер-Лиге являются болельщики клуба «Лестер».
Традиционными «врагами» считаются фаны дортмундской «Боруссии», гельзенкирхенского «Шальке» и билефельдской «Арминии». В 1990-е годы существовала особая вражда с фанами соседнего «Ваттеншайда». Это связано не в последнюю очередь с тем, что некогда отдельная муниципальная единица Ваттеншайд была включена в состав города Бохум.

## Достижения

### Национальные
Вторая Бундеслига
- Победитель (4): 1994, 1996, 2006, 2021

Кубок Германии
- Финалист (2): 1968, 1988

### Еврокубки
Кубок Интертото
- Финалист: 1987

Кубок УЕФА
| Сезон     | Раунд        | Клуб        | 1-й матч | 2-й матч | Итог    |
| --------- | ------------ | ----------- | -------- | -------- | ------- |
| 1997/1998 | Первый раунд | Трабзонспор | 2-1      | 3-5      | 5-6     |
| 1997/1998 | Второй раунд | Брюгге      | 1-0      | 1-4      | 2-4     |
| 1997/1998 | 1/8 финала   | Аякс        | 4-2      | 2-2      | 6-4     |
| 2004/2005 | Первый раунд | Стандард    | 0-0      | 1-1      | 1-1(гв) |

### Прочее
- Символическое звание «Чемпион Рурского региона» — 2004 (в итоговой таблице заняли место выше соседей из Дортмунда и Гельзенкирхена)[источник не указан 1120 дней]
- Трижды игроки «Бохума» становились лучшими бомбардирами Бундеслиги:
  - Штефан Кунц (22 мяча в сезоне 1985/1986);
  - Томас Кристиансен (21 мяч в сезоне 2002/2003);
  - Теофанис Гекас (20 мячей в сезоне 2006/2007).
- Дважды — лучшими бомбардирами Второй Бундеслиги:
  - Симон Теродде (25 мячей в сезоне 2015/2016)
  - Уве Вегман (22 мяча в сезоне 1993/1994)

## Состав
| 1  | Флаг Германии  | Вр  | Тимо Хорн                                       | 1988 |  |  |  |  |  |
| 22 | Флаг Германии  | Вр  | Никлас Тиде                                     | 1999 |  |  |  |  |  |
| 38 | Флаг Германии  | Вр  | Хуго Рёллеке                                    | 2005 |  |  |  |  |  |
|    |                |     |                                                 |      |  |  |  |  |  |
| 3  | Флаг Германии  | Защ | Филипп Штромпф                                  | 1998 |  |  |  |  |  |
| 4  | Флаг Сербии    | Защ | Эрхан Машович                                   | 1998 |  |  |  |  |  |
| 5  | Флаг Германии  | Защ | Колин Кляйне-Бекель                             | 2003 |  |  |  |  |  |
| 7  | Флаг Германии  | Защ | Кевин Фогт                                      | 1991 |  |  |  |  |  |
| 15 | Флаг Германии  | Защ | Феликс Пасслак                                  | 1998 |  |  |  |  |  |
| 20 | Флаг Швейцарии | Защ | Ноа Лосли                                       | 1997 |  |  |  |  |  |
| 32 | Флаг Германии  | Защ | Максимилиан Виттек                              | 1995 |  |  |  |  |  |
| 39 | Флаг Германии  | Защ | Леандро Моргалла (в аренде из «Ред Булла»)      | 2004 |  |  |  |  |  |
|    |                |     |                                                 |      |  |  |  |  |  |
| 6  | Флаг Мали      | ПЗ  | Ибраима Сиссоко                                 | 1997 |  |  |  |  |  |
| 8  | Флаг Германии  | ПЗ  | Кьелль Ветьен (в аренде из «Боруссии» Дортмунд) | 2006 |  |  |  |  |  |
| 11 | Флаг Германии  | ПЗ  | Мориц-Брони Квартенг                            | 1998 |  |  |  |  |  |

| 16 | Флаг Германии | ПЗ  | Никлас Ян                                | 2004 |  |  |  |  |  |
| 19 | Флаг Словакии | ПЗ  | Матуш Беро (капитан)                     | 1995 |  |  |  |  |  |
| 21 | Флаг Германии | ПЗ  | Фрэнсис Оньека (в аренде из «Байера 04») | 2007 |  |  |  |  |  |
| 23 | Флаг Японии   | ПЗ  | Кодзи Миёси                              | 1997 |  |  |  |  |  |
| 24 | Флаг Германии | ПЗ  | Матс Панневиг                            | 2004 |  |  |  |  |  |
| 26 | Флаг Германии | ПЗ  | Ромарио Рёш                              | 1999 |  |  |  |  |  |
| 28 | Флаг Германии | ПЗ  | Леннарт Кёрдт                            | 2005 |  |  |  |  |  |
|    |               |     |                                          |      |  |  |  |  |  |
| 9  | Флаг Мали     | Нап | Ибраим Сиссоко                           | 1995 |  |  |  |  |  |
| 14 | Флаг Франции  | Нап | Матис Клэрисиа                           | 2002 |  |  |  |  |  |
| 17 | Флаг Филиппин | Нап | Геррит Хольтман                          | 1995 |  |  |  |  |  |
| 18 | Флаг Германии | Нап | Самуэль Бамба                            | 2004 |  |  |  |  |  |
| 29 | Флаг Германии | Нап | Мориц Брошински                          | 2000 |  |  |  |  |  |
| 33 | Флаг Германии | Нап | Филипп Хофманн                           | 1993 |  |  |  |  |  |

### Легендарный состав
В 2016 году на официальном сайте проводилось онлайн-голосование среди болельщиков с целью определения «легендарного» состава «Бохума» всех времён — своеобразного аналога «зала славы» клуба. В итоговый список вошли:
- Вратарь: Рейн Ван Дуйнховен;
- Защитники: Херманн Герланд, Лотар Вёльк, Франц-Йозеф Тенхаген, Марсель Мальтриц;
- Полузащитники: Томас Штикрот, Михаэль Ламек, Дариуш Вош, Петер Пешель;
- Нападающие: Уве Вегман, Штефан Кунц;
- Тренер: Клаус Топпмёллер

## Форма

### Домашняя
| 2011/12 | 2012/13 | 2013/14 | 2014/15 | 2015/16 | 2016/17 | 2017/18 | 2018/19 | 2019/20 | 2020/21 | 2021/22 |
| 2022/23 | 2023/24 | 2024/25 |         |         |         |         |         |         |         |         |

### Гостевая
| 2011/12 | 2012/13 | 2013/14 | 2014/15 | 2015/16 | 2016/17 | 2017/18 | 2018/19 | 2019/20 | 2020/21 | 2021/22 |
| 2022/23 | 2023/24 | 2024/25 |         |         |         |         |         |         |         |         |

### Резервная
| 2011/12 | 2012/13 | 2013/14 | 2015/16 | 2016/17 | 2017/18 | 2018/19 | 2019/20 | 2020/21 | 2021/22 | 2022/23 |
| 2023/24 | 2024/25 |         |         |         |         |         |         |         |         |         |

Источники:,